# Merremia macdonaldii
Merremia macdonaldii är en vindeväxtart som beskrevs av S. Valencia Avalos och M. Martinez Gordillo. Merremia macdonaldii ingår i släktet Merremia och familjen vindeväxter. Inga underarter finns listade i Catalogue of Life.